# Вулка
Вулка (Vulca) e етруски скулптор от Вейи и единственият познат по име етруски скулптор.
Според Плиний Стари, Вулка завършва теракота-скулптурите на Храма на Юпитер (Jupiter Optimus Maximus) в Рим - като възложител назовава римския цар Луций Тарквиний Приск (упр. 616 до 579 пр.н.е.), въпреки че като владетеля при управлението на който е построен той е известен синът на Приск, цар Тарквиний Суперб  (упр. 534 до 509 пр.н.е.). Смята се също, че Вулка е създал скулптурата на Аполон от Вейи, която по стил е от тази епоха.